# سید نصرالله اخوی

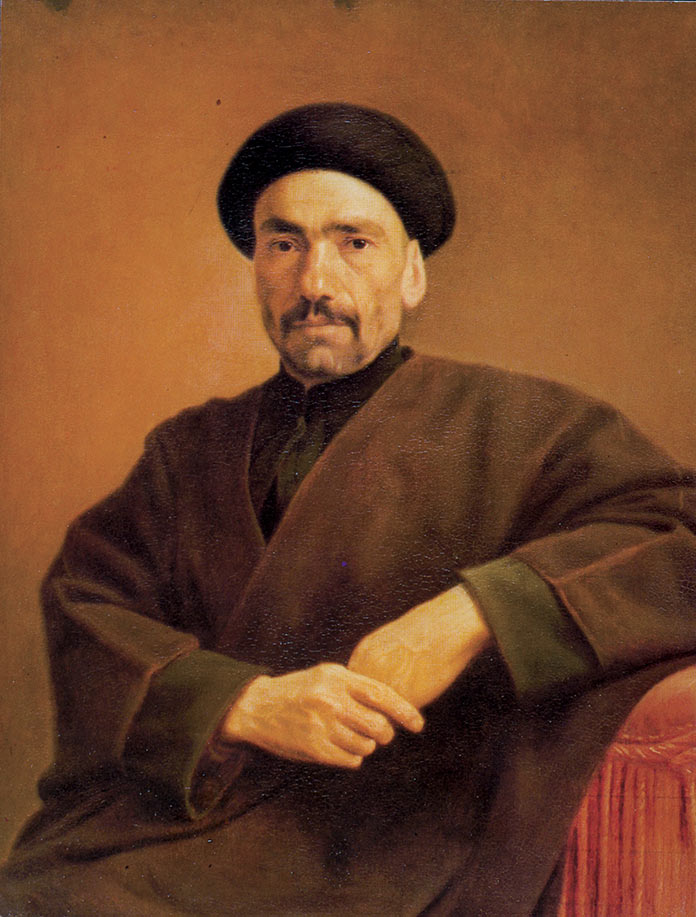
پرترهٔ نصرالله اخوی در لباس روحانیت، اثر کمال‌الملک

سید نصرالله اخوی یا سید نصرالله تقوی (زاده  ۱۲۵۰  - درگذشته ۱۳ آذر ۱۳۲۶) از فعالان جنبش مشروطه ایران، نماینده مجلس شورای ملی، عضو هیئت تدوین متمم قانون اساسی مشروطه، دادستان کل کشور و نویسنده قسمت اصلی قانون مدنی ایران بود.

## تحصیلات
سید نصرالله تقوی لواسانی (تولد سال ۱۲۸۸ قمری تهران - وفات ۱۳۶۷ قمری تهران))
او از خاندان «سادات اخوی» تهران است. سید نصرالله در سال ۱۲۸۸ق در شهر تهران به دنیا آمد. از کودکی به تحصیل علم و ادب پرداخته و چنان‌که میرزا محمدحسین شمس‌العلماء (مؤلف ابدع البدائع) دربارهٔ وی می‌نویسد: «در ۱۵ سالگی در ادبیات و منطق و ریاضی مبرز شده و سپس شروع به فقه و اصول و معقول می‌نماید.» در فلسفه و حکمت شاگردی میرزای جلوه را نموده و در فقه و اصول از درس علامه میرزا حسن آشتیانی بهره برده‌است. او برای ادامه تحصیل علوم حوزوی به عتبات می‌رود و در نجف و سامرا از محضر استادانی مانندمیرزای شیرازی و سید محمد فشارکی بهره می‌برد. وی پس از اتمام تحصیلات حوزوی و اخذ اجاره در حدیث و اجتهاد عتبات را ترک می‌کند. شیخ روایی وی میرزا حسین نوری طبری است. وی شاگرد میرزا ابوالفضل تهرانی بوده‌است و در سامرا با وی ارتباط داشته‌است. زمان رفتن تقوی به سامرا در اواخر دوران میرزای شیرازی (متوفای ۱۳۱۲ق) بوده‌است. اجازه‌ای هم که از محدث نوری دارد در انتهای زندگی محدث نوری از وی اخذ شده‌است؛ به تاریخ ۲۲ محرم ۱۳۲۰ قمری؛ و عبرت نائینی در مدینه الادب متن کامل اجازه را ذکر نموده‌است. به تعبیر مدرس تبریزی در ریحانه الادب: از اکابر علمای عصر ما، که فقیهی است بارع و حاوی فروع و اصول و جامع معقول و منقول و مشهورترینِ خاندان سیادت که به سادات اخوی» می‌باشد.

## در نهضت مشروطه
او که وضع تجدد روزافزون انتهای عصر قاجار را دیده، پس از اتمام تحصیلات در عتبات و انجام سفر حج و زیارت عتبات مقدسه مدینه، به اروپا می‌رود و مدتی در پاریس مانده و به مطالعه اوضاع حقوقی و اداری ممالک غربی می‌پردازد و سپس قبل از ایجاد نهضت مشروطه به وطن و مولد خود بازمی‌گردد. سید نصرالله تقوی که در این زمان ۳۶ سال سن دارد به عنوان یک مجتهد پرشور در وقایع انقلاب مشروطه شرکت می‌کند.
او به عنوان نماینده تهران به نخستین دوره مجلس شورای ملی راه یافت و عضو کمیسیون شش نفره‌ای شد که متمم قانون اساسی را نوشتند. پافشاری او بر تطبیق قانون با احکام شرع و نقش او همراه با شیخ فضل‌الله نوری در تدوین و تصویب اصل دوم متمم قانون اساسی او را آماج انتقاد تجددخواهان آن دوران کرد. در دوره دوم مجلس شورای ملی که سیدنصرالله نماینده تهران و نایب رئیس مجلس بود، نشریه ملانصرالدین که در تفلیس چاپ می‌شد به همین سبب به او حمله کرد که باعث شد مجلس در پنجم شهریور ۱۲۸۹ از مندرجات ملانصرالدین اظهار نفرت کند. سرانجام پس از آنکه میرزا اسدالله خان نماینده کردستان، ذکاء الملک رئیس مجلس را متهم به عدم بی‌طرفی و ناتوانی در اداره مجلس کرد، در اعتراض به این اتهامات همراه بامحمدعلی فروغی در ششم بهمن ۱۲۸۹ از هیئت رئیسه مجلس استعفا داد. او بیش از چهارده ماه نایب رئیس مجلس بود.
در ۲۷ ربیع‌الاول ۱۳۲۸ ه‍.ق (۱۸ فروردین ۱۲۸۹ ه‍.خ) همزمان با نمایندگی مجلس از سوی وزیر وقت عدلیه (دادگستری) – حسن مشیرالدوله (پیرنیا) – به ریاست «محکمهٔ فوق‌العادهٔ تمیز» (دیوان موقت عالی کشور) می‌رسد. این محکمه برای نخستین بار پس از انقلاب مشروطه تشکیل می‌گردد تا حکم محکمهٔ جزا (در زمان وزارت عدلیهٔ عبدالحسین میرزا فرمانفرما) دربارهٔ نشریهٔ «حبل‌المتین» و مدیر مسئول آن – سید حسن کاشانی (حبل‌المتین) – را بازنگرد.
در دوره سوم مجلس نیز که در آذر ۱۲۹۳ تشکیل شد، به نمایندگی تهران انتخاب و به نایب رئیسی مجلس برگزیده شد. اما به علت اشتغال در دیوان عالی تمییز در ۲۴ ربیع الاول ۱۳۳۳ (دی ۱۲۹۳) استعفا کرد.

### نوشتن قانون حقوق مدنی
سید نصرالله تقوی در تدوین بسیاری از قوانین مملکتی از قانون اساسی و متمم قانون اساسی و نیز قانون آیین دادرسی مدنی سال ۱۳۱۸ و قانون تشکیلات دادگستری نقش داشت.
وزیر عدلیه وقت، داور هیأتی برای تدوین قانون مدنی منصوب کرد. این هیئت و گروه عبارت بودند از: سید محمد فاطمی قمی، سید نصرالله تقوی، شیخ محمد علی کاشانی، میرزا محمد رضا غروی ایروانی، شیخ علی بابا فیروزکوهی (دوست آیت الله بروجردی و پدر زن علامه سید کاظم عصار)، محسن صدر (صدرالاشراف)، سید کاظم عصار و سید مصطفی عدل (منصور السلطنه). اینان همه مجتهد بوده‌اند به غیر از مصطفی عدل، که البته وی نیز در خاندانی روحانی رشد یافته بود. این گروه متخصصین فن بودند و توانستند پس از صرف وقت و توان بسیار قانون مدنی ایران را بر مبنای فقه اسلامی و به‌طور مشخص بر اساس فقه امامیه(شیعه دوازده امامی) نوشته و این پدیده بدیعی در تاریخ حقوق کشورهای اسلامی بود و هنوز نیز چنین است. قانون مدنی ایران جزو نادرترین قوانین مدنی کشورهای اسلامی است که مستقیماً بر مبانی حقوق اسلامی استوار شده و چنان‌که گذشت تنها قانون مدنی است که در آن قواعد فقه امامیه رعایت گردیده‌است و تدوین کنندگان آن از چنان صلاحیتی برخوردار بودند که به خوبی موفق شدند از مبانی مستحکم فقه امامیه در قالب نوین و منطبق با اسلوب پیشرفته تدوین قوانین بهره گیرند و از حقوق پیشرفته فرانسه و دیگر کشورهای اروپایی نیز استفاده کنند. گفته می‌شود متن قانون مدنی به نظر و تأیید حاج عبدالکریم حایری، مؤسس حوزه علمیه قم و مرجع تقلید وقت شیعیان نیز رسیده‌است. این قانون اگر چه بعدها در چندین مرحله دچار تغییراتی شد ولی هم‌اکنون بسیاری از بندهای آن در قانون مدنی ایران باقی مانده‌است.

## خدمات فرهنگی
در کارنامه علمی، ادبی و فرهنگی سید نصرالله تقوی نقاط درخشان بسیاری وجود دارد. وی از اولین اساتید مدرسه عالی حقوق بود. در عهد مشروطه از بنیان‌گذاران کتابخانه ملی که در خیابان ناصری (ناصر خسرو فعلی) قرار داشت بود و کتابخانه خود را نیز به آن هدیه نمود. سید نصرالله ریاست هیئت مدیره کتابخانه را داشت. کتابخانه ملی یکی از مجامع ایجاد هیجان در بین مردم و از نهادهای مهم قبل از ایجاد مشروطه بود. وی همچنین عضو ثابت فرهنگستان ایران و عضو انجمن تشکیل دانشگاه تهران در سال ۱۳۱۳ ش بود و خود نیز رئیس دانشکده معقول و منقول آن شد. کتابخانه مشهوری هم داشت که شیخ آقا بزرگ تهرانی در الذریعه ده‌ها بار از کتابخانه وی و مخطوطات آن نام می‌برد و در نقباء البشر از نفیس بودن آن یاد کرده و می‌گوید من در سفر سال ۱۳۵۱ق به تهران از کتابخانه وی استفاده بسیار بردم. کتابخانه سید نصرالله تقوی دارای آثار مخطوط قیمتی و ارزنده‌ای بوده که سید جمال الدین اخوی پسر سید نصرالله هزار جلد از آن‌ها را به کتابخانه مجلس فروخته و بعدها نیز حجم قابل اعتنایی از مطبوعات را به این کتابخانه هدیه می‌دهد. شش جلد از فهرس مخطوطات کتابخانه مجلس مختص کتاب‌های کتابخانه سید نصرالله اخوی است و گفته می‌شود هنوز در بین خاندان وی آثار دیگری نیز باقی مانده‌است. سید در ایجاد مدارس نو هم شرکت داشته‌است و خلاصه فعالیت‌های فرهنگی وی واقعاً بسیار حجیم و حیرت زاست و او را به حق باید از مفاخر علمی و فرهنگی ایران معاصر دانست.
آقابزرگ تهرانی، فاضل تونی، میرزا طاهر تنکابنی و محمد علی کاتوزیان از دوستان وی بودند. محدث ارموی نیز از دوستان نزدیک وی بود. سید نصرالله در زمینه تصحیح آثار ارزنده دانشمندان سابق جزو محققان برجسته بود و دیگران را نیز به این کار تشویق می‌کرد؛ مثلاً ایشان عامل اصلی تحریض محدث ارموی به چاپ دیوان شیخ ابوالفضل تهرانی بود. وی همچنین از دوستان اعتصام الملک پدر پروین اعتصامی بود و از پروین اعتصامی نیز یاد می‌کند که در محفل آنان می‌آمد. سید نصرالله همچنین به همراه میرزا طاهر تنکابنی و فاضل تونی از یاری دهندگان محمد حسین خان ذکاء الملک در ترجمه و تفسیر شِفای ابن سینای خراسانی بود. اما در بین تمامی دوستانش بیش از همه با علامه شیخ آقابزرگ ساوجی دوستی صمیمانه‌ای داشت. ساوجی از عرفا و فلاسفه بزرگ عهد خویش بود و در شهر مقدس قم آرمیده‌است.
سید نصرالله بانی مسجد سادات اخوی در خیابان عین الدوله (ایران) تهران است.

### آثار
سید نصرالله تقوی نه تنها یک عالم دینی که یک انسان ادیب و شاعر نیز بود. وی چندین اثر علمی و ادبی از خود به یادگار گذاشته که از همه مشهورتر «هنجار گفتار» است. آثار او چه آن‌هایی که تألیف مستقل است و چه آثار ترجمه‌ای یا تصحیحی وی به قرار زیر است:
1. دیوان شعر؛ عبرت نائینی در «مدینة الادب» که شاید مفصل‌ترین تذکره شعری دوران معاصر باشد، به تفصیل دربارهٔ تقوی سخن گفته و از ادب و شعر وی یاد کرده‌است. چنان‌که همین عبرت در «نامه فرهنگیان» که با خط زیبای خود آن را نگاشته بیش از بیست صفحه از اشعار تقوی را یاد می‌کند. از این رو مظنون است وی دیوان مستقل شعری داشته باشد چنان‌که آقا بزرگ تهرانی از دیوان وی یاد می‌کند.
2. کتاب سیاست؛ شاید دربارهٔ مشروطه باشد.
3. عصای موسی؛
4. هنجار گفتار؛ دربارهٔ معانی و بیان و بدیع است و به فارسی نوشته شده و در تهران به سال ۱۳۵۷ق و در ۳۴۰ صفحه چاپ شده‌است.
5. تصحیح دیوان ناصر خسرو،
6. تصحیح زادالمسافرین ناصر خسرو،
7. تصحیح اندرزنامه امیرنظام گروسی؛
8. تصحیح اوصاف الاشراف خواجه نصیر؛ اوصاف الاشراف خواجه نصیر طوسی قمی از کتاب‌های مشهور اخلاقی است که تقوی این اثر را که به خط زیبای عماد الکتّاب نوشته شده در سال ۱۳۰۶ ش در برلین آلمان به چاپ می‌سپارد.
9. تصحیح «محاسن» برقی؛
10. تصحیح اشباه و نظایر؛
11. تصحیح دیوان حاج میرزا ابوالفضل تهرانی، مصحح اصلی این اثر محدث ارموی است.
12. ترجمه و تصحیح رسالهٔ یزدان‌شناخت شیخ شهاب‌الدین سهروردی،
13. تصحیح رساله الوجود میر سید شریف جرجانی،
14. تصحیح تحفه الوزراء؛
15. تصحیح تفسیر ابوالفتوح رازی؛ مجلدات ۳، ۴ و۵؛
16. تصحیح درة التاج لغرة الدیباج؛
17. تصحیح المفید للمستفید
18. ترجمه و تصحیح رساله جاودان نامه بابا افضل کاشانی،
19. ترجمه و تصحیح تازیانه سلوک (نامه احمد غزالی به عین القضاه همدانی).
20. تصحیح تقویم الصلاة: سید محمد طاهر حسنی از علمای عهد صفوی است که رساله‌ای به نام تقویم الصلاة نوشته‌است. سید نصرالله تقوی این رساله را با تعلیقات و فتاوی سید ابوالحسن اصفهانی مرجع تقلید شیعیان و میرزا محمد فیض قمی، در سال ۱۳۶۲ق چاپ می‌کند.
21. مقدمه‌ای بر دیوان میرزا جعفر ریاض همدانی و بیان شرح حال وی، که در ابتدای دیوان ریاض چاپ شده‌است.
22. فواید مجلس شورای ملی؛ که جزوه‌ای مختصر و عالمانه است و در سال اول مشروطه به طبع رسیده‌است.
23. ترجمه اشارات ابن سینا.

## وفات
سید نصرالله تقوی تهرانی عاقبت در سن ۷۹ سالگی و در روز جمعه ۲۱ محرم الحرام ۱۳۶۷ ه‍.ق (۱۳ آذر ماه ۱۳۲۶ ه‍.خ) در تهران درگذشت. او تا یک سال پیش از مرگش رئیس دیوان عالی کشور (دیوان عالی تمیز) بود. پیکرش به قم منتقل شد و در شهر قم و قبرستان شیخ عبدالکریم حائری (قبرستان نو) به خاک سپرده شد.